# (1477) Bonsdorffia
(1477) Bonsdorffia ist ein Asteroid des Hauptgürtels, der am 6. Februar 1938 von dem finnischen Astronomen Yrjö Väisälä in Turku entdeckt wurde.
Der Name des Asteroiden erinnert an den finnischen Astronomen und Gründer des Geodätischen Instituts von Finnland, Toivo Ilmari Bonsdorff.